# 플로랑스 드부아르
플로랑스 니바르드부아르(프랑스어: Florence Nibart-Devouard, 1968년 9월 10일 ~ )는 2006년 10월부터 2008년 7월까지 위키미디어 재단의 이사장을 맡은 인물이다.
그녀는 프랑스 베르사유에서 태어나 그르노블에서 성장했으며, 낭시에서 공부했다. 이후 벨기에 안트베르펜과 미국 애리조나주에서 생활했으며, 2008년부터 프랑스 클레르몽페랑 근교에 위치한 마을인 말랭트라에 거주하고 있다.
그녀는 2004년 6월, 위키미디어 재단의 고문에 임명되었으며, 2004년 10월에 위키미디어 재단의 프랑스 법인을 설립했다. 이후 2008년 3월 9일에 말랭트라 지방 의회 의원으로 선출되었으며, 2008년 5월 16일에는 국제적인 재단의 이사장을 맡은 공로를 인정받아 프랑스 외교부로부터 명예 훈장을 받기도 했다.